# Mike Chioda
Michael Joseph "Mike" Chioda (Willingboro (New Jersey), 1 augustus 1966) is een Amerikaans scheidsrechter in het professioneel worstelen die vooral bekend is van zijn tijd bij de World Wrestling Entertainment. Chioda was 31 jaar lang in dienst als scheidsrechter voor WWE, waar hij vele legendarische wedstrijden heeft geleid voor de federatie. Chioda was de langst diende scheidsechter in de geschiedenis van WWE, voordat hij vrijgegeven werd van zijn contract in april 2020. Chioda diende als hoofd scheidsrechter van WWE, nadat Earl Hebner werd ontslagen door WWE. Chioda werkte recent nog voor de worstelorganisatie All Elite Wrestling (AEW).

## Carrière
Als jonge man woonde Chioda dicht bij de Marella's (Robert, bekend als Gorilla Monsoon, en zijn zoon Joey Marella), die Chioda hielpen om door te breken in de worstelindustrie. In 1989 verscheen Chioda voor het eerst bij de Amerikaanse worstelorganisatie World Wrestling Federation (WWF), bij het pay-per-view (PPV) evenement Survivor Series.
Op een aflevering van SmackDown in 2001, had Chioda zijn allereerste wedstrijd en teamde met Chris Jericho en The Rock en namen het op tegen het team van The Dudley Boyz en scheidsrechter Nick Patrick. Chioda en zijn team won.
Tijdens zijn periode in de WWF, leidde hij legendarische wedstrijden zoals Shawn Michaels vs. Steve Austin bij het evenement WrestleMania XIV, Triple H vs. Vince McMahon bij het evenement Armageddon en The Rock vs. Hulk Hogan bij het evenement WrestleMania X8.
Door de aanslagen op 11 september 2001, begon Chioda een lap van een Amerikaanse vlag te dragen op zijn scheidsrechtershirt.
Tijdens de WWE Brand Extension, was Chioda naar de brand (merk) SmackDown! verwezen en werd de hoofd scheidsrechter van de brand. Tijdens zijn periode bij SmackDown, leidde hij een o.a. een wedstrijd tussen Big Show en Brock Lesnar. Tijdens de wedstrijd voerde Lesnar een "superplex" uit op Big Show, waarbij de ring het begaf door de enorme impact van twee worstelaars. Chioda besliste de wedstrijd in een "no contest" (NB: gelijkspel).
In 2003was Chioda naar de brand Raw verwezen. In 2005 werd de hoofd scheidsrechter van Raw, Earl Hebner, ontslagen en Chioda was aangewezen als de nieuwe hoofd scheidsrechter van de brand.
Tijdens zijn periode bij Raw, leidde hij legendarische wedstrijden zoals Triple H vs. Batista bij het evenement WrestleMania 21, John Cena vs. Triple H bij het evenement WrestleMania 22, John Cena vs. Shawn Michaels bij het evenement WrestleMania 23 en John Cena vs. Batista bij het evenement SummerSlam . Hij verscheen ook in een aflevering van het tweede seizoen van WWE Tough Enough.
Op 15 augustus 2011, was Chioda voor 30 dagen geschorst door zijn eerste inbreuk op de WWE's Talent Wellness Program.
Op 15 april 2020, werd Chioda vrijgeven van zijn contract door WWE.